# Meunasah Sagoe (Bandar Baru)
Meunasah Sagoe is een bestuurslaag in het regentschap Pidie Jaya van de provincie Atjeh, Indonesië. Meunasah Sagoe telt 960 inwoners (volkstelling 2010).